# Heterusia albocellata
Heterusia albocellata là một loài bướm đêm trong họ Geometridae.